# إبراهام جي. وليامز
إبراهام جي. وليامز هو سياسي أمريكي، ولد في 26 فبراير 1781 في مقاطعة غرانت في الولايات المتحدة، وتوفي في 30 ديسمبر 1839 في مقاطعة بون في الولايات المتحدة. نشط حزبياً في الحزب الجمهوري الديمقراطي. وقد انتخب عضو مجلس ولاية ميزوري ‏ وانتخب حاكم ميسوري ‏ (4 أغسطس 1825 – 20 يناير 1826).